# Megalithisch complex van de Tarchata
Het megalithisch complex van de Tarchata is een archeologische vindplaats in het district Kosj-Agatsjski, in de republiek Altaj in het zuiden van Siberië, Rusland. Het werd ontdekt in de jaren zeventig en dankt zijn naam aan de nabijgelegen Tarchata-rivier, die niet ver van de vindplaats stroomt. Het wordt in de regio soms het Stonehenge van de Altaj genoemd, verwijzend naar de Britse vindplaats.
De bouw van de site dateert uit het begin van de bronstijd, tussen het einde van het 3e millennium v.Chr. en het begin van het 2e millennium v.Chr. De site wordt geassocieerd met de Karakolcultuur.

## Locatie
De archeologische vindplaats bevindt zich in het district Kosj-Agatsjski, het meest zuidelijke deel van de Altaj-republiek, grenzend aan China en Mongolië. Ze ligt 25 km ten zuiden van de hoofdstad Kosj-Agatsj.
De locatie ligt in de Tsjoejasteppe, een uitgestrekt dor plateau in het Altaj-gebergte. Ten zuiden van het terrein liggen de uitlopers van de Zuidelijke Tsjoejarug, een bergketen van de Altaj. Twee km naar het westen ligt de Tarchata, de rivier waaraan de plek zijn naam dankt. Deze ontspringt in de zuidelijke Tsjoejarug voordat ze afdaalt tot de samenvloeiing met de Tsjoeja, tussen Moechor-Tarchata en Ortolyk. De regionale weg 84K-26, die loopt van de R-256 bij Kosj-Agatsj naar Beljasji, loopt nabij de locatie.

## Onderzoek
De site werd voor het eerst opgegraven in de jaren zeventig, toen onderzoeker Vladimir Koebarev hem ontdekte. Hij beschreef de site in 1980.
In de zomer van 1994 bestudeerde een expeditie van de Staatsuniversiteit van Gorno-Altajsk onder leiding van Vladimir Sojonov de locatie. Deze laatste leidde in 1996-1997 een nieuwe expeditie om het magnetische veld van de plaats, de samenstelling van de rotsen en de oorspronkelijke locatie van de verschillende rotsen vóór hun verplaatsing te bestuderen. Naar aanleiding van het onderzoek verscheen in 2000 een artikel.
In 2003-2005 leidde het Hermitage-museum een expeditie naar de locatie, en in 2009 werd onderzoek verricht door de Staatsuniversiteit van Novosibirsk.
Tussen 2010 en 2012 ontdekten de astronoom Jelena Gijenko en een onderzoeker van de Universiteit van Novosibirsk, Jevgeni Matotsjkin, nieuwe rotstekeningen Ze besloten dat de locatie een zonne-observatorium was en stelden de oorspronkelijke locatie van de belangrijkste megalieten vast.

## Beschrijving
Het megalithische complex bestaat uit rotsen die zijn gerangschikt in een cirkel met een omtrek van 60 m. De rotsblokken liggen 0,5 à 6 m uit elkaar, terwijl de grootste megaliet 6×5×4 m groot is. Vier megalieten zijn ruim twee meter hoog. De grotere bevinden zich in het noordwestelijke deel van de cirkel, terwijl de kleinere zich in het zuidoosten bevinden.
De verschillende onderzoeken hebben aangetoond dat 8 van de 14 grootste rotsen magnetische afwijkingen vertonen, waarbij sommige metingen een lager niveau hebben dan normaal en andere een hoger niveau. Opgemerkt moet worden dat er in de omgeving van het complex geen afwijkingen zijn aangetroffen. Er wordt vermoed dat als de bevolking van die tijd magnetisme had kunnen herkennen, het voor rituelen zou zijn gebruikt.
Rotstekeningen verschijnen op 4 rotsen in het complex: op een gespleten rots in het noordoosten, op een van de grote in het noordwesten, op een steen ver van de cirkel in het zuiden, en op een 1,5  hoge steen in het zuidoosten. Op de eerste zijn relatief recente inscripties en rotstekeningen gevonden, terwijl op de buitenliggende steen in het zuiden een man een stier achtervolgt. Op de zuidoostelijke staan geiten en andere dieren, met in totaal bijna dertig gravures. De noordwestelijke heeft een half menselijke half dierlijke figuur, die lijkt op de Kalbak-Tasj-rotstekeningen.
Volgens berekeningen van verschillende onderzoekers ontstond er 4.000 jaar geleden, alleen tijdens de dagen van de zomerzonnewende, voor zonsondergang een fenomeen waarbij het licht van de zon tussen de rotsen doorging en het midden van de cirkel verlichtte. Bovendien was een van de rotsen enkel in deze tijd van het jaar volledig verlicht. Tegenwoordig is het niet langer mogelijk om het fenomeen waar te nemen. Ook werd opgemerkt dat een van de rotsen tijdens de equinox een pijlvormige schaduw had.
Volgens de resultaten van de studie van Matotsjkin en Gijenko was het complex een plaats van observatie van de zon en een heiligdom, bedoeld om als zonnekalender te dienen. Er zijn echter nog steeds veel vragen rondom de plek, over de oorsprong van de rotsen en hun vorm, over de magnetische afwijkingen en andere problemen.

## Oorsprong van de rotsen
Het belangrijkste vraagpunt heeft betrekking op het transport van de megalieten naar de locatie, in een regio waar het wiel erg laat in gebruik kwam. De dichtstbijzijnde locatie waar men dergelijke rotsen zou kunnen winnen ligt 12 km naar het noordwesten, en er zijn twee hypothesen voorgesteld:
- Eén hypothese suggereert dat de rotsblokken zijn afgezet door een oude gletsjer, en dat de mensen de rotsblokken enkel bij elkaar hoefden te plaatsen
- De andere hypothese suggereert dat de rotsen inderdaad door de mens zijn getransporteerd, zonder echter te verklaren hoe

Hoewel de eerste theorie nog steeds de eenvoudigste suggestie is, is deze hoogst onwaarschijnlijk, aangezien er in de Altaj geen andere afzettingen van dergelijke rotsblokken bestaan die door een gletsjer zijn achtergelaten. Ook is er nergens elders in de Tarchata-vallei een soortgelijke plek.
De enige uitzondering ligt 70 km ten zuiden van het complex, een rots waarvan de relatie tot het complex onzeker is, maar waar wel vier rotstekeningen met menselijke figuren zijn gevonden.

## Afbeeldingen

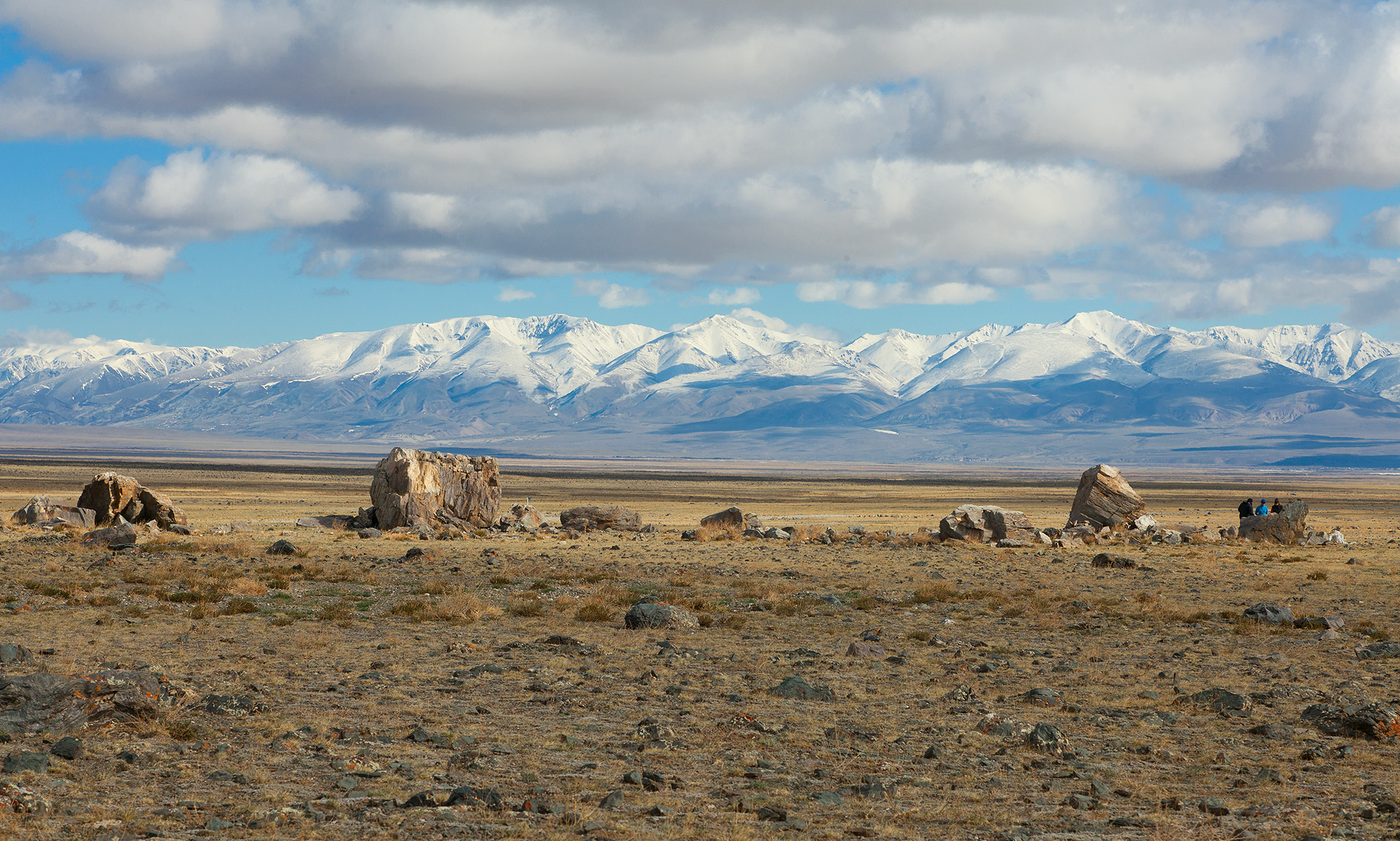
de site met het Koerajgebergte op de achtergrond
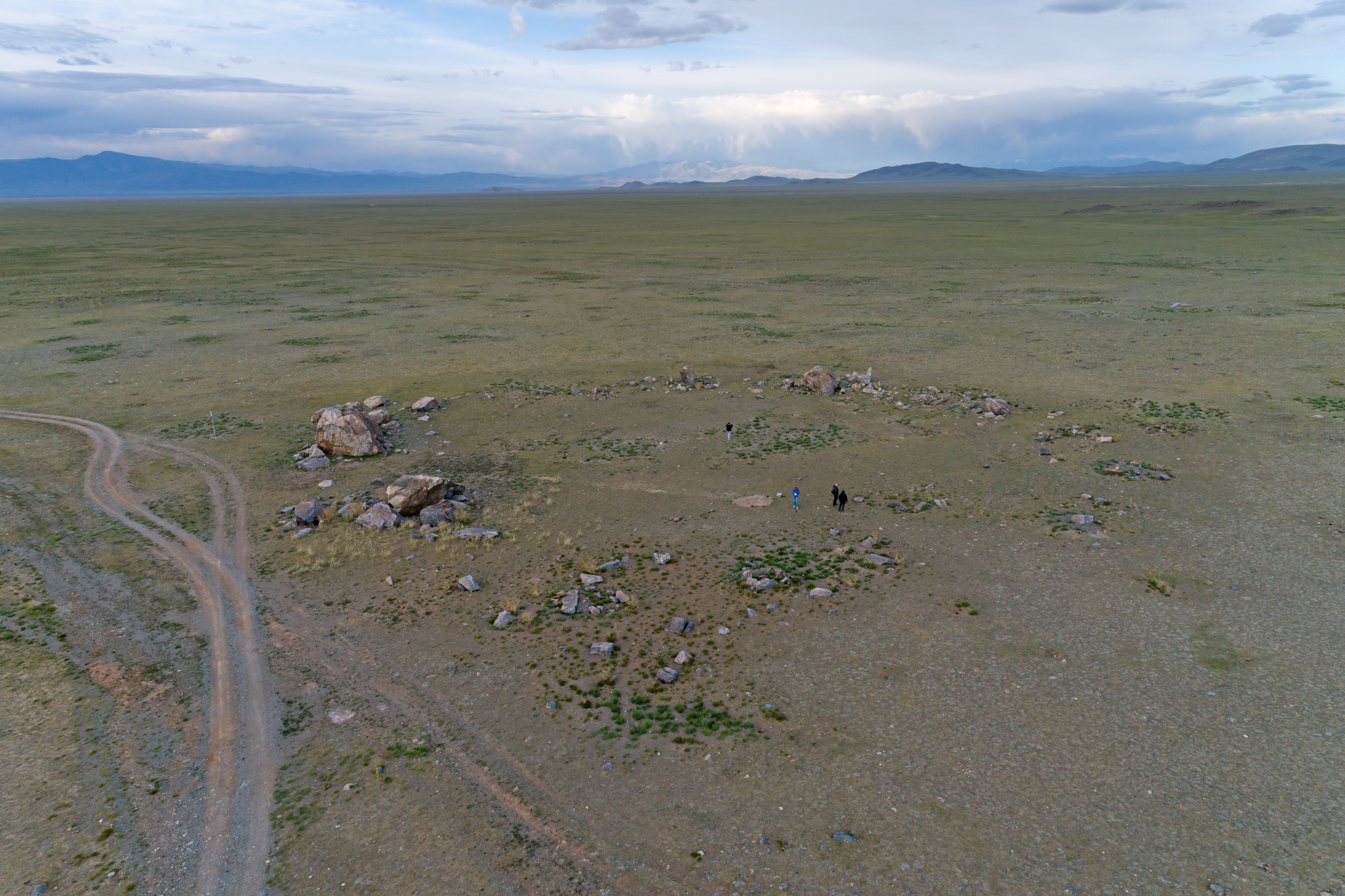
gezien vanuit de lucht
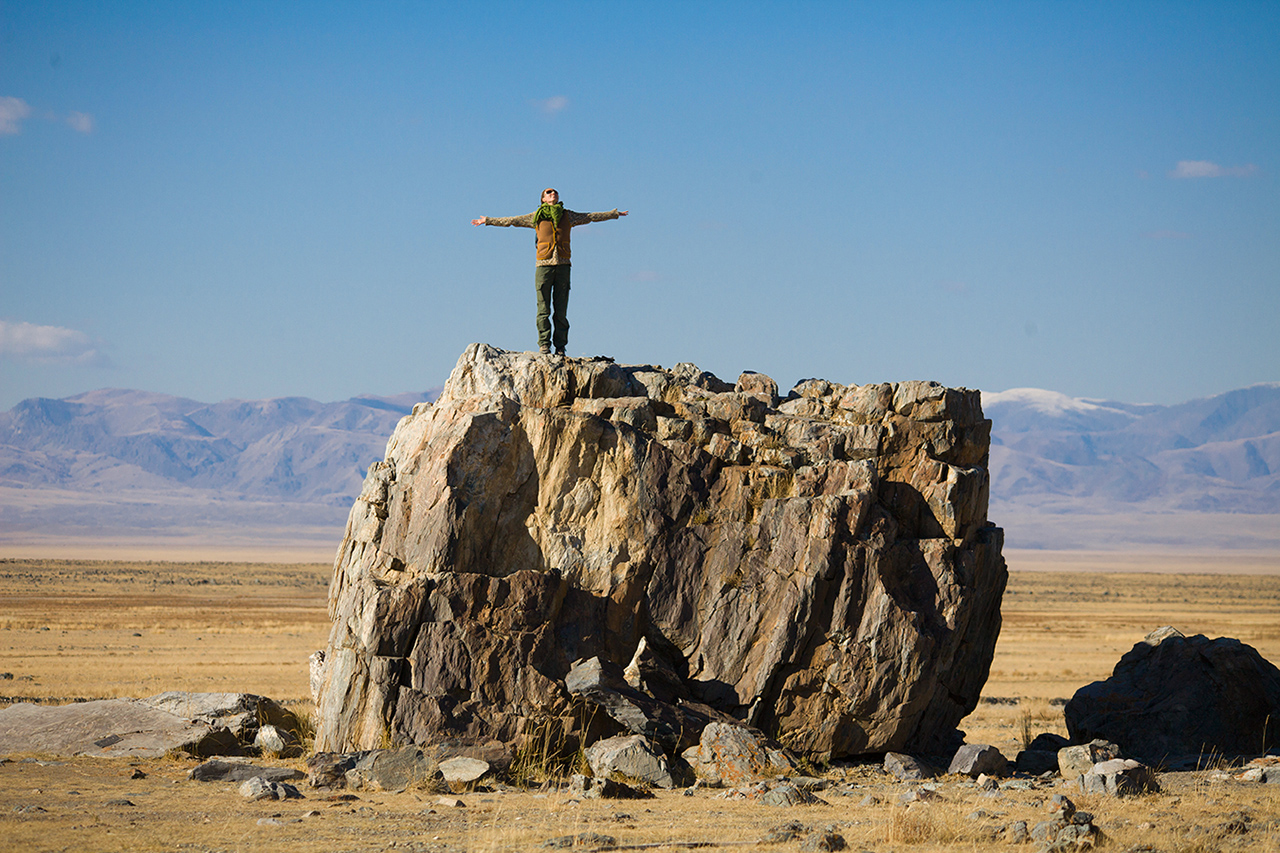
een vrouw staande op een van de megalieten ter aanduiding van de schaal

49|47|53|N|88|29|45|E